# Bulldog englez

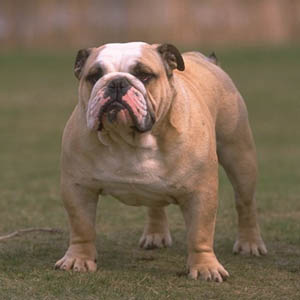
Bulldog englez

Bulldogul englez reprezintă o rasă de câini de talie medie care a apărut și s-a dezvoltat în Anglia, chiar și astăzi fiind foarte apreciați în Marea Britanie. Sunt una din mascotele naționale, fapt ce le susține popularitatea. Rasa este foarte veche, primele exemplare cu alură de bulldog fiind cunoscute încă din secolul al XIII-lea. Cel mai probabil măcelarii londonezi creșteau câini asemănători pentru forța deosebită etalată și curajul dovedit în fața vitelor semi-sălbatice care erau aduse pentru a fi sacrificate. Ulterior au fost folosiți deseori în confruntări violente cu taurii muribunzi, în cadrul unor competiții foarte populare în epocă, dar combătute de autorități.

## Istoricul rasei
Deseori acești câini au fost puși să lupte împotriva unor animale sălbatice cum ar fi urșii sau lupii uriași, cândva răspândiți în număr mare în Anglia. În acea perioadă dură a existenței lor, precursorii rasei Bulldog Englez erau mai înalți, mai atletici și cu o viteză de reacție mai mare. Prin Actul de Interzicere a Cruzimii Împotriva Animalelor promulgat de Parlamentul britanic în anul 1835, luptele între animale au fost interzise, acești câini părând să aibă soarta pecetluită. Emigranții au dus cu ei câteva exemplare peste Ocean, în America, acolo unde au cunoscut o „a doua tinerețe”, fiind folosiți de fermieri pentru a ține sub control taurii dominanți, dar și la luptele între câini. În Anglia, acești câini nu au fost abandonați, ci susținătorii rasei au căutat să elimine trăsăturile prea dure prin încrucișări și selecții controlate. Se pare că o soluție a reprezentat-o rasa Mops/Pug, recent adusă în Anglia de comercianții cu afaceri în China. Talia noilor exemplare obținute în urma acestor încrucișări a scăzut, iar craniul lor a căpătat forma specifică pe care o știm astăzi. De asemenea, temperamentul li s-a ameliorat simțitor, astăzi Bulldog-ii fiind apreciați pentru calmul și echilibrul de care dau dovadă.

## Descriere fizică
Este un câine de talie medie cu o alură masivă. Corpul se prezintă îndesat, musculos și greoi. Picioarele (în varianta clasică) sunt scurte, puternice. Pieptul este foarte lat, adânc, cu musculatura proeminentă. Craniul apare foarte lat, pătrățos, cu fruntea teșită pe care pielea formează riduri. Botul este scurt, lat și comprimat, maxilarul inferior ieșind vizibil în afară. Buzele cărnoase atârnă flasc. Ochii mari, rotunzi, exoftalmici sunt plasați departe unul față de celălalt. Urechile mici sunt prinse sus, depărtate și purtate atârnat. Gâtul este scurt și masiv, acoperit cu o piele groasă, ce formează pliuri sub bărbie.
Caracteristici:
- înălțime: 30–40 cm
- greutate: 20–25 kg

## Personalitate
Acest câine se dovedește vioi și jucăuș în primii săi ani de viață, spontan, curajos și amuzant. Firea blândă, sensibilă, îl deosebește mult de strămoșii săi gladiatori. Este un animal credincios și supus în relația cu stăpânul său și se comportă permisiv și grijuliu cu copiii. În general suportă bine prezența altor animale în jurul său, dar uneori masculii pot da dovadă de irascibilitate în prezența altor câini masculi. Dacă este însă provocat sau agresat, poate riposta dur, întrucât este puternic și are o foarte înaltă rezistență la durere. La maturitate devine foarte sedentar, comod și greoi.

## Îngrijire și sensibilitate la boli
Având o blană scurtă, aderentă la corp și nu foarte deasă, nu necesită o îngrijire specială. Năpârlesc pe tot parcursul anului, destul de consistent. Îmbăierea se poate face la 2-3 luni. Pernuțele de la picioare și ghearele trebuie verificate periodic, pentru că suportă o presiune mare, constantă. Pliurile pielii, cu precădere cele de pe față, trebuie curățate atent, după un orar destul de strict, pentru a preveni instalarea paraziților și declanșarea unor infecții. Intră repede în hiperventilație, datorită conformației brahicefalice (cu botul aplatizat). Nu suportă extremele de temperatură. Este un câine cu numeroase probleme de sănătate, cele mai multe producându-se după vârsta de 5-6 ani. Cele mai mari riscuri de ordin medical: displaziile (de cot și de șold), complicațiile cardiace, luxațiile patelare, unele alergii și afecțiuni oculare. Deseori puii de Bulldog Englez se nasc prin cezariană, nașterea pe cale naturală fiind mult îngreunată de conformația și dimensiunile craniului.

## Condiții de viață
Este un animal de companie care preferă să trăiască în interior, beneficiind de confort. Are un ritm de activitate foarte scăzut, preferă un așternut confortabil instalat într-un colț liniștit al casei, dar nu departe de membrii familiei. Are nevoie de plimbări liniștite, dar destul de lungi, pentru a preveni tendința de îngrășare. Trebuie angrenat în exerciții ușoare, pentru a-i combate sedentarismul exagerat.

## Dresaj
Experții în dresaj canin nu plasează rasa pe o poziție foarte onorantă în topul raselor inteligente și dotate pentru dresaj complex. Câinele din rasa Bulldog Englez este totuși un câine capabil să înțeleagă și să învețe, dar care preferă să-și menajeze forțele. Va evita mereu să facă un efort fizic care nu este în mod obligatoriu necesar. Își însușește bine dresajul de interior și va copia fidel tabieturile stăpânului său. Stăpânul unui Bulldog Englez trebuie să dea dovadă de calm, perseverență și blândețe și să cunoască bine limitele acestei rase pentru a nu pretinde prea mult.

## Utilitate
Se dovedește un bun câine de pază, de asemenea este un animal de companie liniștit și reconfortant, recomandat persoanelor mai sedentare. În Marea Britanie este preferat de persoanele mai în etate, cu un nivel de activitate scăzut.